# Trollblume

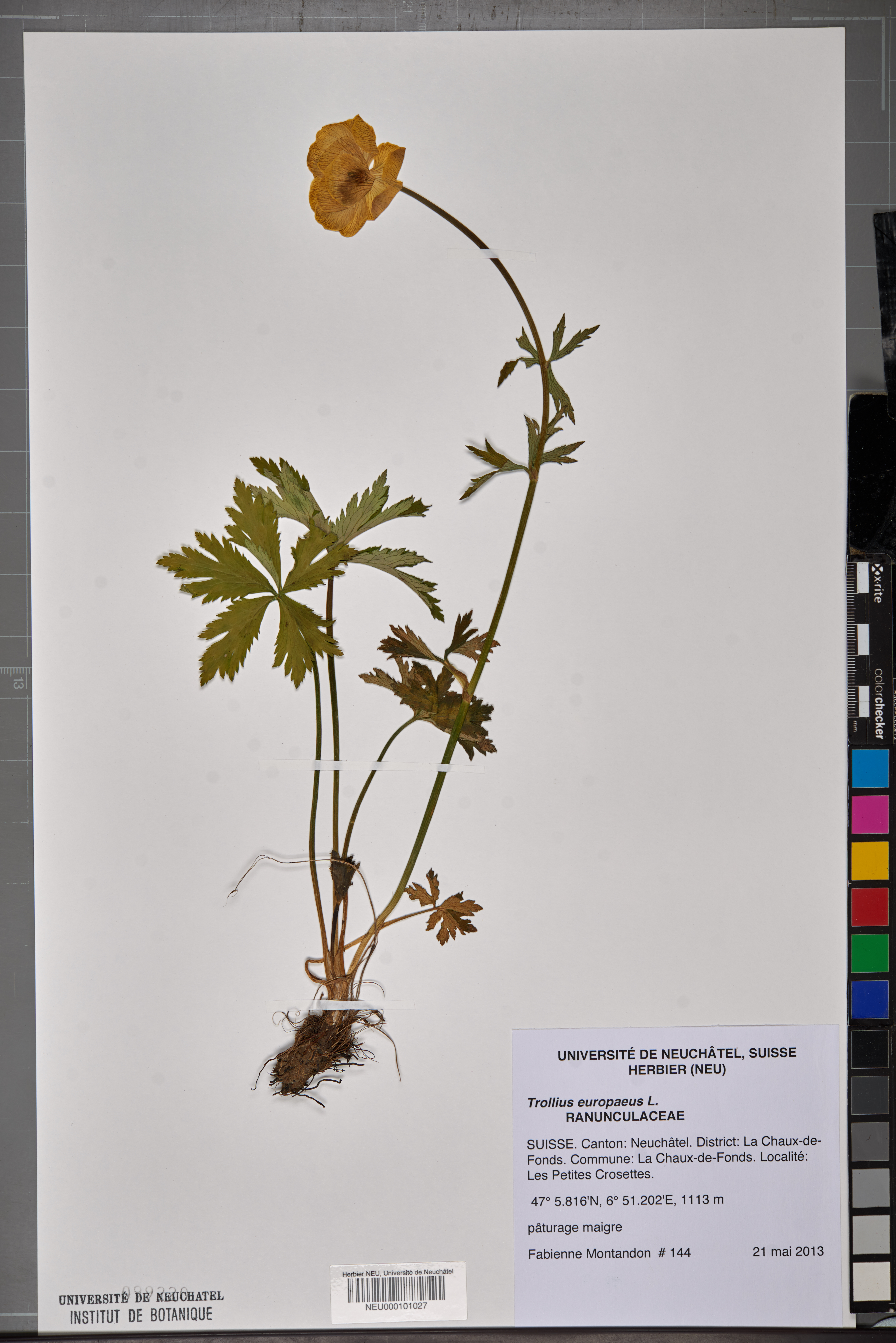
Herbarbeleg der Trollblume

Die Trollblume (Trollius europaeus) ist eine Pflanzenart aus der Gattung der Trollblumen (Trollius) innerhalb der Familie der Hahnenfußgewächse (Ranunculaceae). Die Europäische Trollblume ist die einzige in Europa heimische Art der Trollblumen. Trivialnamen sind z. B. Goldköpfchen, Butterblume, Butterkugel (Ankenbollen), Budabinkerl, Butterrosen, Kugelranunkel oder Natter(n)knöpfe. In der Schweiz wird sie auch Rigirolle genannt. Sie wurde zur Blume des Jahres 1995 gewählt.

## Beschreibung

### Vegetative Merkmale

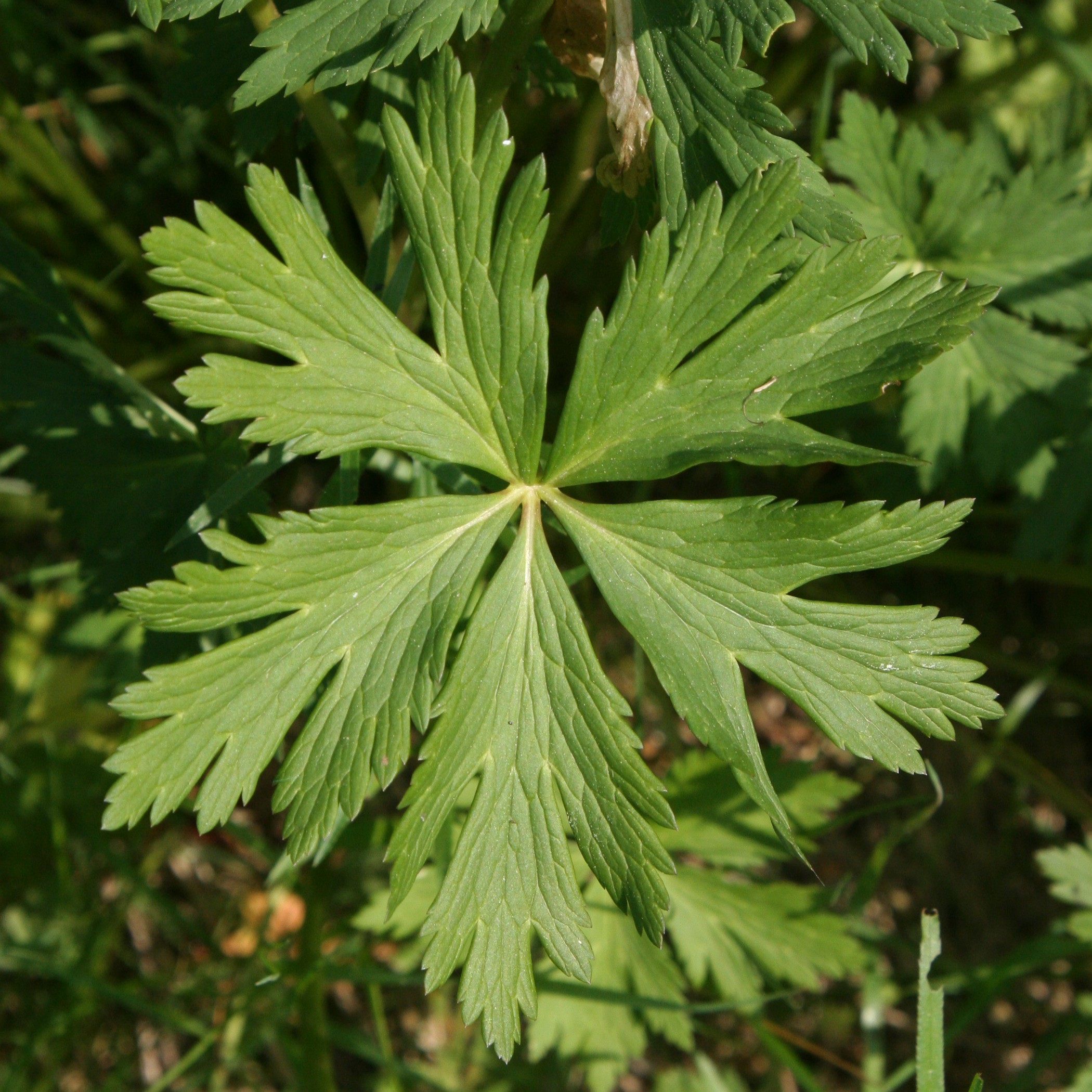
Stängelblatt

Die Trollblume ist eine ausdauernde krautige Pflanze, die Wuchshöhen von 20 bis 60 Zentimetern erreicht. Sie besitzt ein Rhizom als Speicherorgan, die Erneuerungsknospen liegen dicht an der Erdoberfläche. Ihr Habitus ist von mehreren kahlen und meist unverzweigten Stängeln geprägt.
Die Grundblätter sind gestielt und tief handförmig geteilt. Sie haben fünf gesägte bis fiederschnittige Abschnitte. An ihrer Oberseite sind die Grundblätter dunkelgrün. Die Blattunterseite ist etwas heller. Zur Blütezeit sterben die rosettenartigen Grundblätter ab. Die Stängelblätter sind dreizählig und sitzen direkt an den Stängeln.

### Generative Merkmale

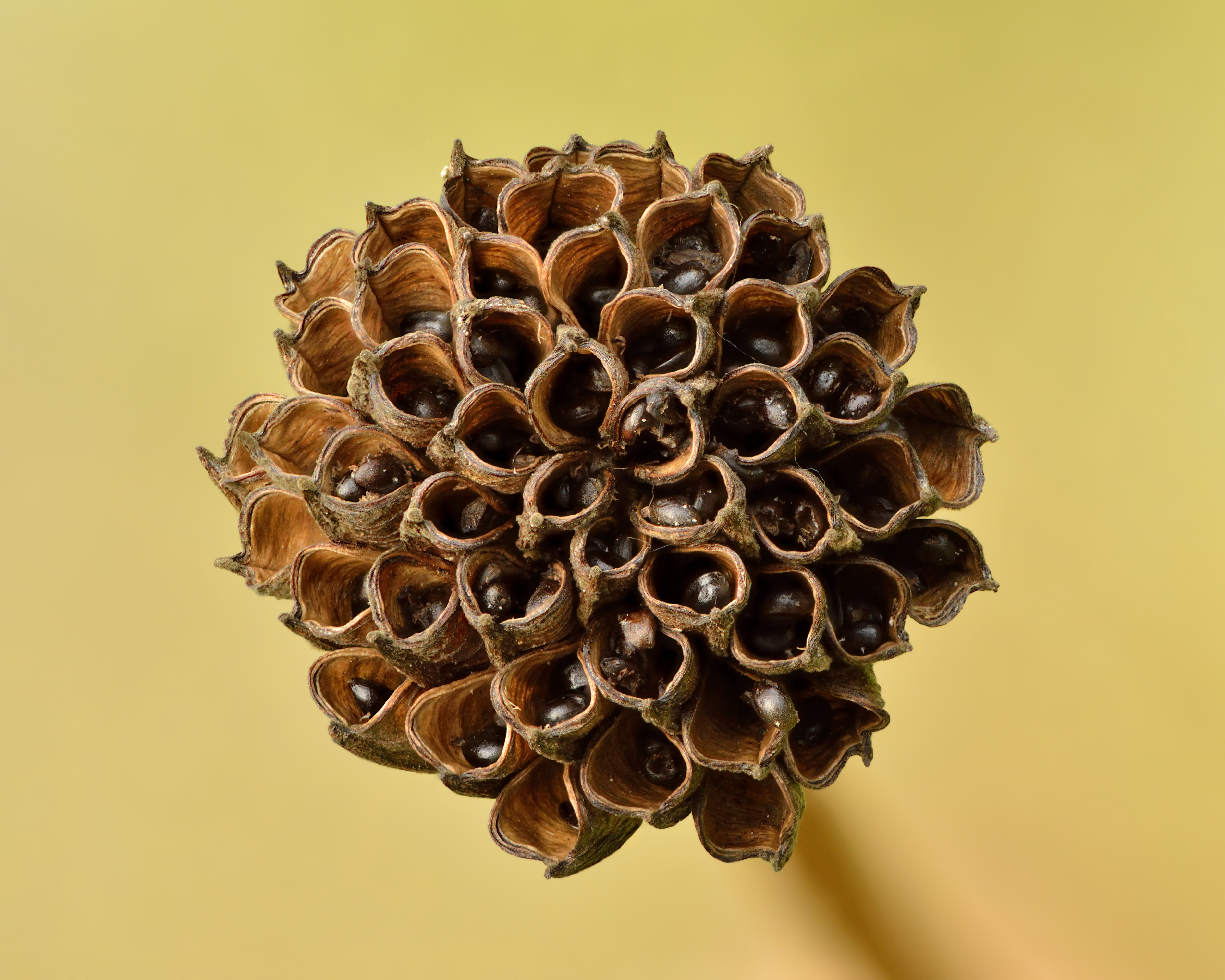
Sammelbalgfrucht

Die Blütezeit erstreckt sich von Mai bis Juli. Die durch Karotinoide gelb gefärbte Blüte sitzt endständig am unverzweigten Stängel.
Die zwittrige Blüte weist einwärts konkave, charakteristisch kugelig zusammenneigende hellgelbe Perigonblätter auf; ihr Durchmesser beträgt 2 bis 3 Zentimeter. Die Blütenhülle besteht aus 10 bis 15 Perigon- und vier bis zehn Nektarblättern. Auffallend sind die zahlreichen freien Fruchtblätter im Zentrum der Blüte. 
Die Früchtchen (Bälgchen) sind bis zu 15 Millimeter lang und geschnäbelt.
Die Chromosomenzahl beträgt 2n = 16.

## Ökologie

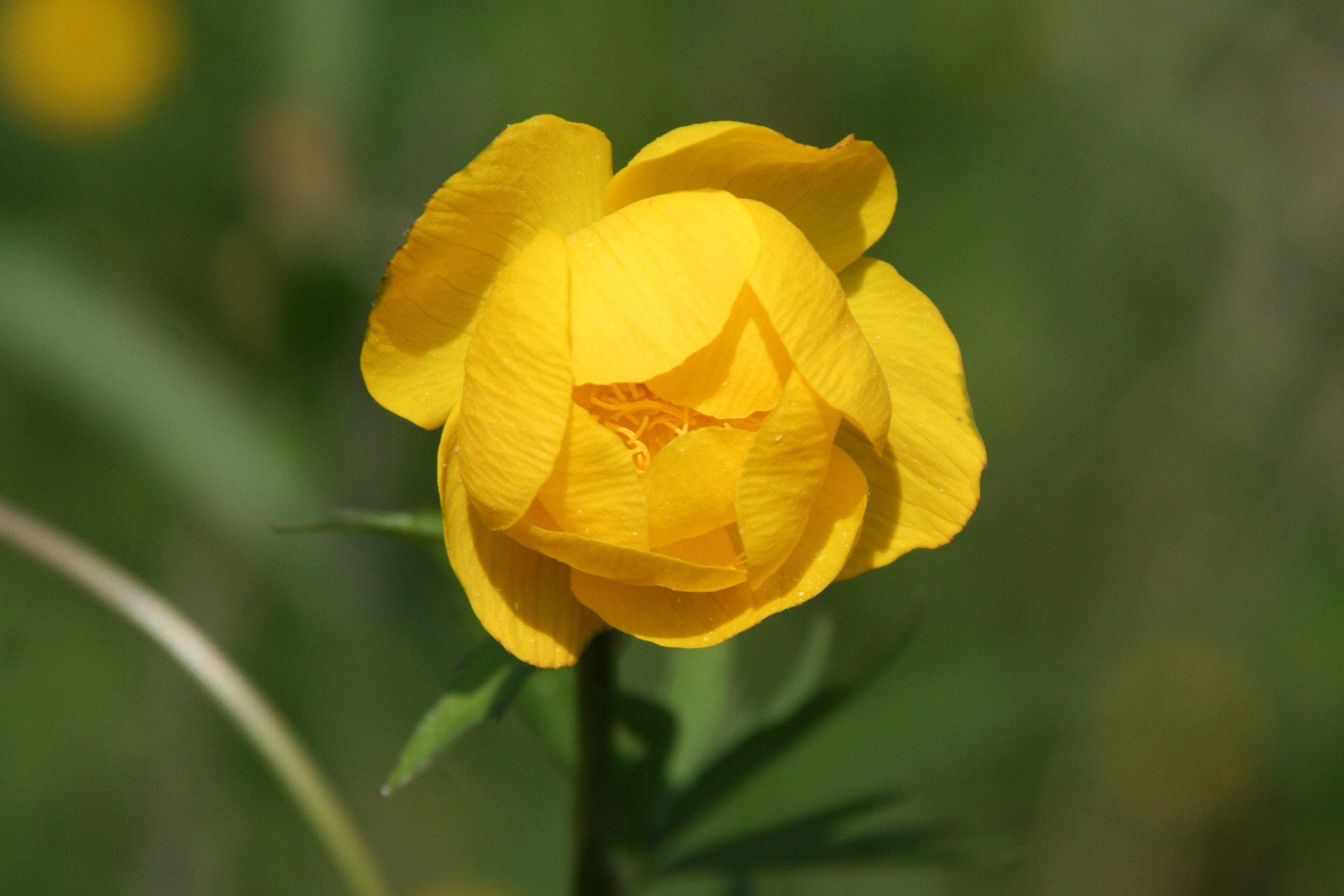
Die Perigonblätter der Blüten wachsen kugelig zusammenneigend

Die Blütenblätter der Trollblume bilden eine Kuppel, die einen so kleinen Durchlass aufweist, dass ihn nur kleine Insekten, Fliegen und Käfer passieren können. Eine wichtige Bestäuberrolle haben drei Fliegenarten der Gattung Chiastochaeta. Sie legen ihre Eier in die Fruchtknoten, ihre Larven ernähren sich von den heranwachsenden Samen. Forscher fanden heraus, dass eine Trollblumenblüte bis zu sechs schlüpfende Fliegenlarven verkraften kann. Wird diese Zahl überschritten, verschiebt sich die Bilanz zwischen „Nutzen durch Bestäubung“ und „Fressschaden“ ins Negative. Nur kräftige größere Insekten können sich zwischen den Perigonblättern zum Grund der Nektarblätter hindurchdrängen. Bei der Trollblume führt auch spontane Selbstbestäubung zum Fruchtansatz.
Die Trollblume bildet pro Blüte zahlreiche wenigsamige Balgfrüchte aus. Die Samen werden über Wind, Klett- und Selbstausbreitung verbreitet. Sie sind allerdings nur kurzlebig, weshalb die Trollblume keine persistente Diasporenbank aufbauen kann. Erfolgreiches Keimen ist an Kälteeinwirkung und Dunkelheit gebunden. Sie ist schwach giftig und wird vom Vieh gemieden. Allerdings ist sie sehr trittempfindlich, weshalb sie sich nur in sehr extensiven Weidesystemen halten kann. Generell kommt die Art auf spät gemähten Flächen am besten zurecht.

## Vorkommen

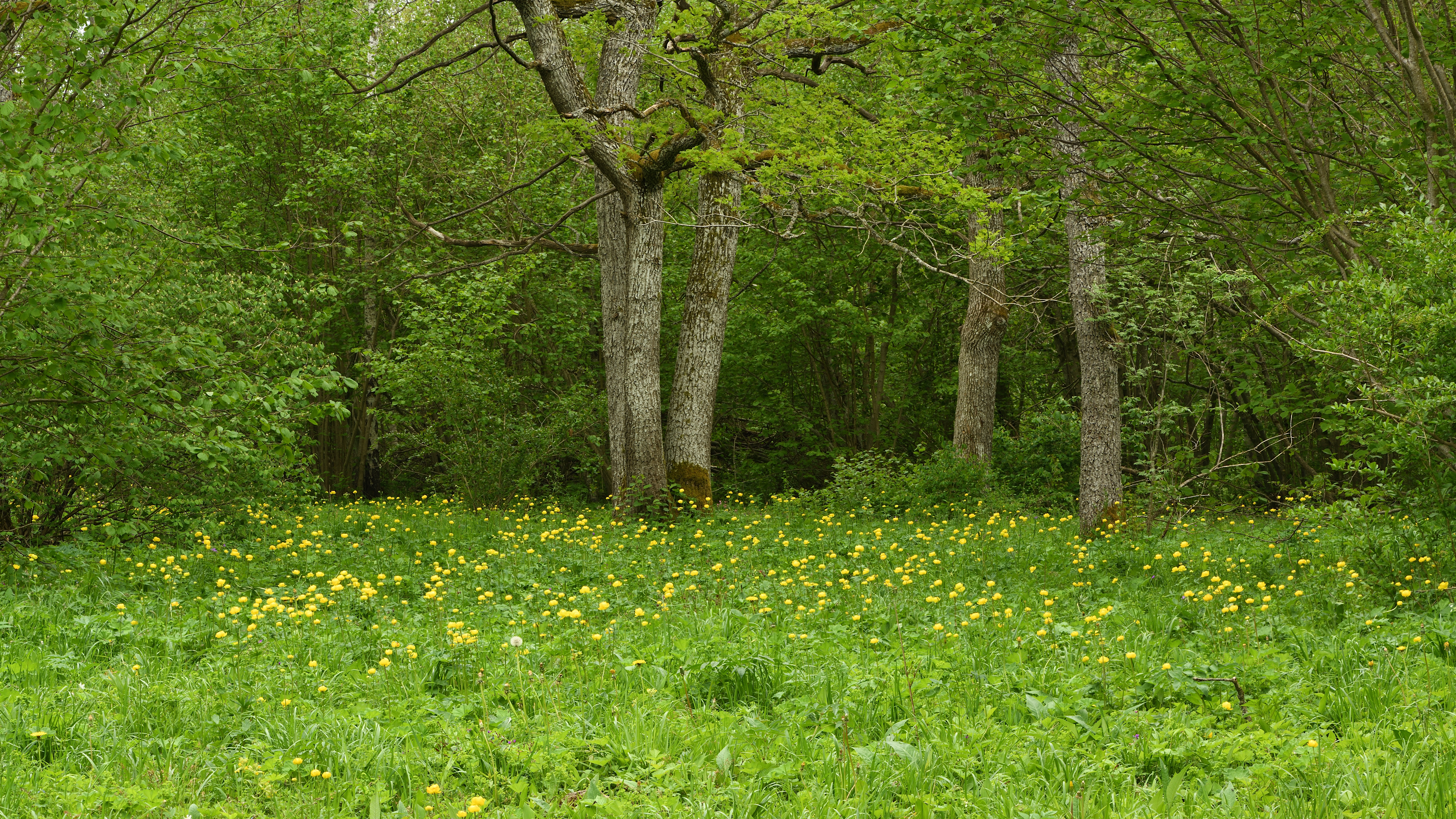
Im Habitat

Die Trollblume kommt in Europa und Westsibirien vor. Sie ist vor allem in Mittel- und Nordeuropa, einschließlich des Baltikums, Spaniens, des Apennins und des früheren Jugoslawien verbreitet. Ihre südlichsten Vorkommen in Europa sind in Zentralspanien, Mittelitalien und im nördlichen Griechenland. In den Tallagen Europas wird die Trollblume immer seltener.
Sie hat eine Vorliebe für Feuchtwiesen, Teich- und Bachränder und ist vor allem im Gebirge bis auf Höhenlagen von 3000 Metern in Hochstaudenfluren anzutreffen. Sie gedeiht am besten auf nährstoffreichen, dauerfeuchten Böden. Sie ist in Mitteleuropa eine Molinietalia-Ordnungscharakterart. Die Trollblume gilt als trittempfindlich und empfindlich gegenüber Umweltveränderung z. B. durch Düngung. Da sie Pflanzen sehr alt werden können, kann sich die Trollblume auch in Brachen lange halten, jedoch nicht verjüngen.
Die ökologischen Zeigerwerte nach Landolt et al. 2010 sind in der Schweiz: Feuchtezahl F = 4w+ (sehr feucht aber stark wechselnd), Lichtzahl L = 4 (hell), Reaktionszahl R = 3 (schwach sauer bis neutral), Temperaturzahl T = 2+ (unter-subalpin und ober-montan), Nährstoffzahl N = 3 (mäßig nährstoffarm bis mäßig nährstoffreich), Kontinentalitätszahl K = 3 (subozeanisch bis subkontinental).
In den Allgäuer Alpen steigt sie im Tiroler Teil am Gipfel der Rothornspitze bis zu 2385 Metern auf.

## Taxonomie
Die Erstveröffentlichung von Trollius europaeus erfolgte 1753 durch Carl von Linné in Species Plantarum, S. 556.

## Etymologie
Der Name Trollblume leitet sich über das althochdeutsche Wort „troll“ für „kugelrund“ vom lateinischen „trulleus“ für „rundes Gefäß“ ab. 
Der in der Schweiz gebräuchliche Name „Rigirolle“ leitet sich vom Bergmassiv Rigi ab.

## Gefährdung
Die Trollblume ist bundesweit im Bestand gefährdet und steht daher unter Naturschutz. In Österreich ist sie ebenfalls geschützt. Gründe für den Rückgang sind das Brachfallen oder die Intensivierung extensiv genutzter Frisch- und Feuchtwiesen sowie deren Trockenlegung.

## Verwendung und kulturelle Bedeutung
Die Art wird auch als Gartenpflanze kultiviert.
Sie ist das Symbol der Grafschaft Glatz und wird daher auch Glatzer Rose genannt. Ferner wurde sie 1966 auf einem Briefmarkenwert der Serie Geschützte heimische Pflanzen dargestellt.